# Ankylopteryx modesta
Ankylopteryx modesta là một loài côn trùng trong họ Chrysopidae thuộc bộ Neuroptera. Loài này được Hölzel & Ohm miêu tả năm 1991.